# Animal Nacional
Animal Nacional é o primeiro álbum de estúdio lançado pela banda paulista Vespas Mandarinas. Após o seu último EP, Sasha Grey, ter ganhado reconhecimento, a banda assinou contrato com a Deckdisc para gravar um álbum. O álbum contém 12 faixas, sendo algumas delas regravações de seu primeiro EP, e outras inéditas. O disco foi produzido por Rafael Ramos.

## Faixas
| N.º            | Título                                                    | Duração |  |
| 1.             | "Cobra de Vidro"                                          | 3:21    |  |
| 2.             | "Não Sei o Que Fazer Comigo (Ya No Sé Qué Hacer Conmigo)" | 4:02    |  |
| 3.             | "Santa Sampa"                                             | 4:02    |  |
| 4.             | "O Amor e o Ocaso"                                        | 4:04    |  |
| 5.             | "O Vício e o Verso"                                       | 3:18    |  |
| 6.             | "A Prova"                                                 | 3:00    |  |
| 7.             | "Só Poesia"                                               | 3:35    |  |
| 8.             | "O Inimigo"                                               | 3:31    |  |
| 9.             | "Um Homem Sem Qualidades"                                 | 2:49    |  |
| 10.            | "Rir no Final"                                            | 2:58    |  |
| 11.            | "Distraídos Venceremos"                                   | 3:23    |  |
| 12.            | "O Herói Devolvido"                                       | 3:13    |  |
| Duração total: | Duração total:                                            | 41:16   |  |

## Pessoal
- Thadeu Meneghini - Vocal e guitarra
- Chuck Hipolitho - Guitarra e vocal
- Flavio Guarnieri - Baixo
- André Déa - Bateria